# Folytassa, ha már otthagyta!
Folytassa, ha már otthagyta!, eredeti angol címe The Big Job vagy What a Carry On: The Big Job, 1965-ben bemutatott fekete-fehér brit (angol) filmvígjáték, a bűnügyi filmek paródiája, a Gerald Thomas által rendezett Folytassa… filmsorozathoz lazán kapcsoló alkotás, melyet a Folytassa-sorozat alkotói készítettek. Főszereplői a Folytassa-sorozat színészei, Sidney James, Joan Sims és Jim Dale, továbbá Dick Emery, Sylvia Syms és Lance Percival.
A film hivatalosan nem tartozik a Folytassa-sorozathoz, a „Carry On” kifejezés a mozifilm címében nem, csak videóváltozatának címében szerepel (What a Carry On: The Big Job), de alkotói, cselekménye, karakterei és humoros eszközei révén szorosan hozzá kötődik. Főszereplői közül csak Sylvia Syms és Dick Emery nem jelentek meg más Folytassa-filmekben.

## Cselekmény
A történet Londonban játszódik, 1950-ben. Egy háromfős rablóbanda, amelyet George Brain (Sidney James), az „Agytröszt” irányít, kirabol egy bankot, zsákmányuk 50 000 font. Halottszállító autóval menekülnek, de a rendőrség a nyomukba ered. A pénzes táskát még sikerül elrejteniük egy üreges fa odvában, aztán a rendőrök mindhármukat elkapják. A bíró tizenöt év szabadságvesztést ró ki rájuk, amit a Wormwood Scrubs-i börtönben le is töltenek.
1965-ben (a film londoni bemutatásának évében) kerülnek szabadlábra. Sietnek vissza oda, ahol a pénzt elrejtették, de azt tapasztalják, hogy ott már új város épült, a fát egy épületcsoport veszi körül. Nagy szomorúságukra a fa most a helyi rendőrőrs udvarán áll, de biztató, hogy elég közel van a telek kerítéséhez. George és bűntársai szobákat bérelnek egy közeli házban. A ház tulajdonosa Mildred, a tisztességes özvegyasszony (Joan Sims), aki leányával (Edina Ronay) együtt szintén ott lakik. A házban lakik még egy helyi rendőr (Jim Dale) is. A banda két szobát bérel az emeleten. A polgári tisztesség látszatának megőrzésére George vonakodva bár, de feleségül veszi régi barátnőjét, Myrtle Robbinst (Sylvia Syms), aki nem túl boldog a zsákmány utáni vadászattól, és szeretné, ha George lecövekelne mellette és végre családot alapítana.
A kétbalkezes csibészek, akik madármegfigyelő tudósoknak adják ki magukat, számos különböző módon próbálnak átjutni a falon, felülről vagy alulról, miközben ténykedésük valódi mibenlétét igyekeznek elrejteni szállásadóik elől, de legfőképpen a házban lakó rendőrbiztos elől. Kudarcok sora kíséri próbálkozásaikat. Radar udvarolni kezd a főbérlő lányának, Sallynek. Időzavarba kerülnek, mert az odvas fát kivágásra jelölték ki. Végül alagutat terveznek a telekhatár alatt a fáig, ehhez a tisztességes főbérlőnőt rá kell venni, hogy cseréljen velük szobát. Booky vonakodva bár, de feleségül veszi a felajzott Mildredet, vele együtt felköltözik az emeletre, de mind a három nő magányosan epekedik, mert a „nagy meló” mindennél fontosabb, a „madárlesők” a földszintről indulva ássák az alagutat.
A házban lakó rendőr rájön, hogy szomszédai éppen a frissen szabadult rablók, akik régi zsákmányuk visszaszerzésén munkálkodnak. Felfedezését megosztja a frusztrált nőkkel. Myrthe halálra rémül, de Mildredet és a lányát, Sallyt felvillanyozza, hogy választottjaik nem egyszerű madártudósok, hanem valódi zsiványok, az „Agytröszt” és bandája. A nők összeszövetkeznek, a rendőrt bezárják a szobájába. Mildred előveszi elhunyt férjének, a besurranó tolvajnak kegyelettel megőrzött szerszámait. A kihúzható létrával, a legegyszerűbb módon átmászva simán megszerzik a pénzes táskát. Az alagút közben elkészül, de az „Agytröszt” elmérte a távolságot, és az éppen próbáló rendőri dalárda szakad be a gödörbe. Menekülőre fogják, de a nők viháncolva hozzák a táskát. A bankjegyeket viszont mind szétrágta a fában fészkelő egércsalád. Mildred átveszi a parancsnokságot, a férfiaknak hallgass a nevük. Ez csak aprópénz volt, mondja a tisztességes özvegyasszony, és máris elővezeti szegény elhunyt férjének nagy tervét egy ötmillió fontos vasúti rablásról…

## Szereposztás
| Szerep                          | Színész            | Magyar hangja                           |
| ------------------------------- | ------------------ | --------------------------------------- |
| George Brain (az „Agytröszt”)   | Sidney „Sid” James | Szersén Gyula                           |
| Myrtle Robbins, George felesége | Sylvia Syms        | Farkasinszky Edit                       |
| Frederick „Booky” Binns         | Dick Emery         | Kerekes József                          |
| Mildred Gamely, főbérlőnő       | Joan Sims          | Kovács Nóra                             |
| Timothy „Radar” Day             | Lance Percival     | Galbenisz Tomasz                        |
| Sally Gamely, Mildred lánya     | Edina Ronay        | Sánta Annamária                         |
| Őrmester                        | Deryck Guyler      | Kajtár Róbert                           |
| Banktisztviselő                 | Frank Thornton     | Imre István                             |
| Narrátor                        | Patrick Allen      | Korbuly Péter                           |
| Harold, közrendőr               | Jim Dale           | N/A                                     |
| Anyakönyvvezető                 | Reginald Beckwith  | N/A                                     |
| Temetkezési vállalkozó          | Michael Ward       | N/A                                     |
| Henry Blobbitt                  | Brian Rawlinson    | N/A                                     |
| Bíró                            | David Horne        | N/A                                     |
| Bankpénztáros                   | Frank Forsyth      | N/A                                     |
| Dot Franklin                    | Wanda Ventham      | N/A                                     |
| Továbbiak                       | N/A                | Fehérváry Márton, Gubányi György István |

## További információ
- Folytassa, ha már otthagyta! a PORT.hu-n (magyarul)
- Folytassa, ha már otthagyta! az Internetes Szinkronadatbázisban (magyarul)
- Folytassa, ha már otthagyta! az Internet Movie Database-ben (angolul)
- Folytassa, ha már otthagyta! a Rotten Tomatoeson (angolul)
- Folytassa, ha már otthagyta! a Box Office Mojón (angolul)
- Robert Ross. The Carry On Companion. London: B.T. Batsford (2002). ISBN 0-7134-8771-2

- The Big Job. 1965 British comedy film (angol nyelven). British Comedy Guide (comedy.co.uk). (Hozzáférés: 2021. február 3.)

- Folytassa, ha már otthagyta! (1965) teljes film, magyar szinkronnal. videa.hu. (Hozzáférés: 2021. február 3.)

- PT: The Big Job. Review, synopsis, book tickets, showtimes, movie release date. Time Out New York (timeout.com). [2016. március 3-i dátummal az eredetiből archiválva].

- The Big Job, 1965, directed by Gerald Thomas. letterboxd.com. (Hozzáférés: 2021. február 3.)